# Flughafen Qysylorda

i8
i11
i13
Der Flughafen Qysylorda, auch Kyzylorda geschrieben (kasachisch Қызылорда әуежайы Qyzylorda äuejaiy, IATA-Code: KZO, ICAO-Code: UAOO), ist der Flughafen der kasachischen Stadt Qysylorda.
Er wird von der JSC "Airport Korkyt Ata" betrieben.

## Geschichte
Der Flughafen Kyzylorda wurde 1988 nach zweijähriger Bauphase eröffnet. Zuvor befand sich der Flughafen innerhalb der Stadtgrenzen. 
2023 wurde mit dem Bau eines neuen Terminalgebäudes begonnen.
Am 12. November 2024 wurde das Terminal im Beisein des Premierministers Olzhas Bektanov eröffnet.

## Flughafenanlagen
Der Flughafen befindet sich auf einer Höhe von 131 m über MSL. Er hat eine Start- und Landebahn mit den Maßen 2.700 m × 45 m.
Das neue Terminal verfügt über 8 Check-in-Schalter, 5 Self-Check-in-Stationen, 7 Sicherheitskontrollen und 10 Passkontrollen.